# Bad Piggies
Bad Piggies is een computerspel ontworpen door Rovio. Het is een spin-off op het populaire Angry Birds. Op 30 augustus 2012 maakte Rovio door middel van een korte teaser bekend dat ze een game zouden maken over de groene varkens uit Angry Birds. In tegenstelling tot in Angry Birds bestuurt de speler hier de varkens. Het spel werd uitgebracht op 27 september 2012 voor iOS, Android en Mac OS X. Versies voor Windows Phone en pc volgden later.

## Spelverloop
Het doel van het spel is het varken te vervoeren van het startpunt naar de finishlijn, met behulp van een vervoersmiddel. Het te bouwen frame van het vervoersmiddel bestaat uit hout en ijzer. De speler kan ook andere objecten toevoegen zoals wielen, flessen, paraplu's, motors, vleugels, ventilators, explosieven en ballonnen.
Het spel bestaat uit zeven hoofdstukken:
- Ground Hog Day (36 levels en 9 bonuslevels)
- Rise and Swine (36 levels en 9 bonuslevels)
- When Pigs Fly (36 levels en 9 bonuslevels)
- Fly in the Night (36 levels en 9 bonuslevels)
- Tusk 'til Dawn (24 levels en 6 bonuslevels)
- Road Hogs (8 levels)
- Sandbox (9 gratis sandboxlevels en 1 te betalen level)

Net zoals in Angry Birds kan de speler drie sterren per level verzamelen, maar het puntensysteem is anders. Voor het voltooien van een level ontvangt de speler één ster. De overige twee sterren kunnen verkregen worden door, ofwel:
- Het level voltooien binnen een bepaalde tijd
- Een al dan niet verborgen ster in het level verzamelen
- Een bepaald onderdeel niet gebruiken in het vervoersmiddel
- Het vervoersmiddel niet beschadigen
- Het varken met de kroon naar de eindbestemming brengen
- Het ei vervoeren naar de eindbestemming

In de levels zitten ook schedels verborgen. Een verborgen level wordt vrijgespeeld door 10 van de 20 schedels te vinden.

## Ontvangst
| Beoordeeld door        | Platform | Datum             | Score |
| ---------------------- | -------- | ----------------- | ----- |
| 148apps                | iPhone   | 3 oktober 2012    | 100%  |
| Darkstation            | iPhone   | 27 maart 2013     | 100%  |
| Touch Arcade           | iPhone   | 27 september 2012 | 100%  |
| Vandal Online          | Android  | 3 oktober 2012    | 90%   |
| Jeuxvideo.com          | Android  | 11 oktober 2012   | 85%   |
| XGN                    | Windows  | 7 oktober 2012    | 80%   |
| Digital Spy            | Android  | 2 oktober 2012    | 80%   |
| Gamereactor (Sweden)   | Windows  | 27 september 2012 | 80%   |
| Gamereactor (Sweden)   | iPad     | 27 september 2012 | 80%   |
| Absolute Games (AG.ru) | iPad     | 26 oktober 2012   | 56%   |